# リチャード・カーペンター
リチャード・カーペンター（Richard Carpenter、1946年10月15日 - ）は、アメリカ合衆国の作曲家・編曲家・ピアニスト。妹のカレン・カーペンターとカーペンターズを結成していたことで知られる。

## 人物・来歴

### 生い立ち
アメリカ合衆国コネチカット州ニューヘイブン生まれ。父親がレコード収集を趣味としていたため早くから音楽に興味を抱いていた。12歳でダウニーに転居、教会のオルガン奏者のアルバイトや、音楽バンドの奏者を経験。ダウニー高校時代は、マーチングバンド部の一員として活動していた。ピアノの才能を開花させて、16歳の頃から年齢を誤魔化して度々ナイトクラブで演奏していた。
カリフォルニア州立大学ロングビーチ校に進学し、後にカーペンターズの作詞家となるジョン・ベティスとコーラス隊で出会う。
妹カレンとカーペンターズを結成して様々な場所で演奏を行った。さらにプロデビューを目指してデモテープを各所に売り込んでいたが、最初はことごとく断られていた。しかし、挫折を経てついにA&Mレコードと契約を結ぶことができた。

### カーペンターズ
カーペンターズは1969年10月9日、デビューアルバム『オファリング』（原題：Offering）（後に『涙の乗車券』（同：Ticket to Ride）に改題）を発表した。このアルバムの売り上げは散々なものだったが、シングル『遥かなる影』（同：Close to you）を発表すると、瞬く間にスターダムを駆け上がり不動の地位を築いた。
リチャードは活動初期にはリードヴォーカルを担当することもあったが、カレンの歌声が高い評価を得ると、コーラスと鍵盤楽器の担当になった。やがて作曲・編曲・製作をリチャード、作詞をベティスが担い、完成した曲をロン・ゴローが楽譜にし、カレンのリードヴォーカルで演奏する形式が定着した。
彼は編曲家としての才を高く評価され、グラミー賞の最優秀アレンジメント賞には計6度ノミネートされている。カーペンターズの日本語訳詞を行った小倉悠加はCDのライナーノーツで「（カバーした曲を）カーペンターズ風に料理するのが上手い」と評している。
ウィリッツァー社のエレクトリックピアノ「Wurlitzer 200A」の代表的なユーザーの一人として知られる。コンサートやテレビ出演時に弾いている映像が存在する。

### その後
現在は家族と共にロサンゼルス郊外に在住。精力的に音楽活動を続けている。
- 1997年3月9日、日本武道館でフル・オーケストラ、デビュー時からのスタジオミュージシャン、ジョー・オズボーンを迎えて公演を行った[1][3]。
- 2000年、松田聖子に楽曲を2曲提供しコラボレーション、『LOVE Seiko Matsuda 20th Anniversary Best Selection』に収録。
- 2003年末には、カレンの遺骨をカリフォルニア州サイプレスのフォレスト・ローン記念公園から、自宅に近い場所となる同州ウェストレイク・ビレッジのピアース・ブラザーズ・ヴァリー・オークス記念公園に改葬している。
- 2018年12月12日『カーペンターズ・ウィズ・ロイヤル・フィルハーモニー管弦楽団』の発売記念で来日し、インタビュー、イベントを行った[4][5]。
- 2023年3月から4月にかけて来日して、ライブツアーで計10公演を行った[6]。

## ディスコグラフィ
- 1987年 『タイム』（原題: Time）
- 1997年 『新たなる輝き～イエスタデイ・ワンス・モア』（原題: Pianist, Arranger, Composer, Conductor）
- 2021年 『Richard Carpenter’s Piano Songbook』[1]

## 著書
- リチャード・カーペンター、マイク・シドーニ・レノックス、クリス・メイ『イエスタデイ・ワンス・モア: カーペンターズ全業績』森田義信（訳）、晶文社、2024年1月12日。ISBN 978-4794973962。
  - Lennox, Mike Cidoni; May, Chris (2012). Carpenters: The Musical Legacy. Princeton Architectural Press. ISBN 978-1648960727[注釈 3]